# 性成熟
性成熟（せいせいじゅく、sexual maturity）とは動物が生殖可能な状態になること。
幼若状態を脱して成体となることと同義の場合もあるが、この二つは必ずしも同じではない。たとえばヒトなどのように生殖可能になった後も体の成長が続く例もあり、逆にトンボなどでは成虫になった後、一定期間を経過しなければ性的に成熟しない例もある。
性成熟にはある程度の時間経過が必要であり、他に温度や日長などの条件が整う必要がある場合もある。この過程の開始を春機発動、過程を性成熟過程、過程の終了を性成熟として区別されるが、一般に混同されて用いられることが多い。雄での春機発動は精巣の急激な発育、精細管における精子の出現であり、射精機能の確立をもって性成熟とする。雌での春機発動は卵巣の急激な発育、排卵可能な卵胞の発育であり、受精、妊娠、哺乳の一連の生殖機能が可能な状態での排卵をもって性成熟とする。性成熟は動物種、品種、系統により異なる。一般に性成熟は大型の動物種より小型の動物種の方が早く、同じ種でも小型の品種の方が早く、近親交配による動物よりも交雑種の方が性成熟が早く、熱帯地方に生息する動物は他の地域の動物よりも性成熟が早い傾向がある。
一般に個体の発育を阻害する因子は性成熟を遅らせる。家畜では性成熟直後に繁殖に用いると身体の発育が不十分であるために難産を招くことがあるので、実際には性成熟後ある程度期間をおいてから繁殖に供用する。例えば、ウシの性成熟期は6-12か月齢であるが繁殖供用開始齢期は14-22か月齢である。